# Happy Birthday to You (alanの曲)
『Happy Birthday to You』（ハッピーバースデートゥーユー／アラン）はチベット族中国人女性歌手、alanの日本におけるチャリティー着うたソング。2010年1月12日にavex traxより配信開始。Happy Birthday to Youのアレンジ曲。

## 解説
日本ユニセフのHAPPY BIRTHDAY DOWNLOAD for childrenの一曲。利益の全額が日本ユニセフに寄付され、国連のミレニアム開発目標のひとつである乳幼児死亡率低下促進活動にあてられる。世界で600万人の子供が、1歳の誕生日を迎えられずに亡くなっていく切ない現実を変えるために、生まれた活動。
J-WAVEでも、2010年1月12日に放送された。

## 収録曲
1. Happy Birthday to You/alan
作曲：Mildred J. Hill、Patty Smith Hill

## 参照
1. ↑  いのちを祝う歌が、いのちを守る歌になる。『HAPPY BIRTHDAY DOWNLORD for children』にalanも参加しました！
2. ↑  日本ユニセフ協会・Happy Birthday Download for Children
3. ↑  J-WAVE 81.3 FM : HAPPY BIRTHDAY FOR CHILDREN